# Здзешовиці
Здзешовиці (пол. Zdzieszowice, нім. Deschowitz, Odertal) — місто в південно-західній Польщі.
Належить до Крапковіцького повіту Опольського воєводства.

## Демографія
Демографічна структура станом на 31 березня 2011 року:
|          | Загалом | Допрацездатний вік | Працездатний вік | Постпрацездатний вік |
| -------- | ------- | ------------------ | ---------------- | -------------------- |
| Чоловіки | 6067    | 1081               | 4483             | 503                  |
| Жінки    | 6207    | 1040               | 4105             | 1062                 |
| Разом    | 12274   | 2121               | 8588             | 1565                 |